# 牟中原
牟中原（英語：Chung-Yuan Mou，1950年3月15日—），基隆人，台灣化學研究者、教育工作者，中央研究院院士，現任臺灣大學化學系名譽教授，曾任國家科學委員會副主任委員。

## 學術經歷
他在國立臺灣大學化學系取得學士學位（1970年），在美國聖路易斯華盛頓大學取得化學博士學位。取得博士學位後，曾在美國奧勒岡大學和普度大學做研究。
1978年返台任教至今，專長除了奈米科技、材料科學外，牟中原也對科學教育相當有熱忱。他認為，「好的『物理化學實驗』可以幫助學生進入『物理化學』」，應當透過實驗學習培養出化學家。
1994年到1996年間應李遠哲邀請擔任行政院教育改革審議委員會委員。1999年至2001年擔任國科會化學學門召集人。
2005年，牟中原主編國中教育的部編本自然教科書，並認為政府應將力量投入教材研發，讓優質的教材引導民間的教材。
2016年獲選為第31屆中央研究院數理科學組院士。同年底，與詹維康博士及臺北醫學大學校長閻雲合作創辦奈力生醫公司，將自身投入近二十年研發的「二氧化矽奈米 粒子藥物輸送平台技術」產業化，投入癌症藥物研究，「開闊臨床藥物價值及其適應症之可能性」。
2020年8月，牟中原辦理退休，改任臺灣大學化學系名譽教授。目前亦擔任台灣觸媒學會理事長。

## 家庭背景
牟中原育有二子，大兒子於美國工作，二兒子牟昀在中研院生物醫學科學研究所從事生物醫學研究，專注於癌症療法的基因改造工程技術。

## 著作

### 編著
- 《物理化學實驗》（與徐子正合著）（2008，五南，ISBN 9789571118963）

### 翻譯
- 《週期表》（1998，時報出版，ISBN 9789571326160）
- 《週期表：永恆元素與生命的交會》（2016，天下文化，ISBN 9789863209249）
- 《沙卡洛夫回憶錄（上）—人權鬥士》（與鄭懷超合譯）（1991，天下文化，ISBN 9789576211362）
- 《沙卡洛夫回憶錄（下）—人權鬥士》（與鄭懷超合譯）（1991，天下文化，ISBN 9789576211379）
- 《沙卡洛夫文存·書信集》（與鄭懷超合譯）（1991，天下文化，ISBN 9576211417）
- 《理性之夢：科學與哲學的思辨》（與梁仲賢合譯）（2016，天下文化，ISBN 9789863209324）
- 《大师说科学与哲学》（與梁仲賢合譯）（2017，漓江出版社，ISBN 9787540779252）

### 教科書
主編和總訂正國立教育研究院籌備處2005年起推出的國民中學《自然與生活科技領域部編本教科書》和教師手冊。

## 相關事件
2021年7月15日在自己的臉書上發文部分台灣人不愛打AZ疫苗是一種自私又勢利的反應，以為便宜沒好貨，引發討論

## 外部連結
- 國立臺灣大學化學系牟中原網頁 （页面存档备份，存于）